# 모용홍
모용 홍(慕容 泓, ? ~ 384년, 재위：384년)은 중국 오호십육국시대 서연(西燕)의 초대 군주이다. 시호는 없다.

## 생애
모용홍은 전연(前燕)의 황제 모용준(慕容儁)의 아들로 모용준에 의해 제북왕(齊北王)에 책봉되었다. 370년에 전연이 전진(前秦)에 의해 멸망당한 뒤, 전진의 부견(苻堅)은 선비족 모용부를 대대적으로 관중(關中)으로 이주시켰는데, 모용홍도 이때 관중으로 이주하였다. 모용홍은 북지(北地)의 장사(長史)로 임명되었다. 383년, 부견이 비수대전에서 패배하자 384년에 모용수(慕容垂)가 관동(關東)에서 반란을 일으켜 후연(後燕)을 건국하였다. 이 소식을 들은 모용홍은 북지를 떠나 화음(華陰)에서 선비족들을 모아 반란을 일으켰고 도독섬서제군사·대장군·옹주목·제북왕(都督陝西諸軍事、大將軍、雍州牧、濟北王)을 자칭하였다.
반란을 일으킨 모용홍은 곧 부견이 파견한 토벌군의 공격을 받았는데 토벌군 대장 부예(苻睿)가 섣부른 공격을 하여 이를 격퇴하는데 성공하였으며, 장안(長安)을 점령하기 위해 서쪽으로 진격하기 시작하였다. 같은 시기 동생 모용충(慕容沖)이 하동(河東)에서 전진에 반기를 들었는데, 토벌군에게 패하여 모용홍의 진영으로 도망쳐왔고 모용홍은 모용충의 군사를 흡수하여 세를 불리고 장안을 향해 진격하였다.
384년 6월, 장안으로 진격하던 모용홍은 가혹한 군령에 반감을 품은 부하 고개(高蓋) 등에게 살해되었다. 모용홍은 황제를 자칭하지 않았지만, 일반적으로 모용홍이 거병한 시점부터를 서연의 건국으로 본다.

## 자녀
- 모용충(慕容忠)

## 참고 문헌
- 《진서(晉書)》
- 《자치통감(資治通鑑)》

| 전 대 - | 제1대 서연 황제 384년 | 후 대 모용충(慕容沖) |